# Kauniainen
Kauniainen ([ˈkɑuniˌɑinen] en sueco: Grankulla) es una pequeña ciudad y municipio enclavada en el Área Metropolitana de Helsinki, Finlandia. Es legalmente un suburbio independiente dentro de la ciudad de Espoo. Kauniainen fue fundado como una corporación en 1906, para crear suburbios de la ciudad de Espoo. Kauniainen recibió el estatuto de municipalidad en 1920, su nombre finlandés en 1949, y el título de ciudad en 1972.
Aproximadamente el 40 % de la población en Kauniainen tiene el sueco finés como lengua madre; el resto son finoparlantes. Tradicionalmente el partido dominante en Kauniainen ha sido el Partido Popular Sueco.

## Galería

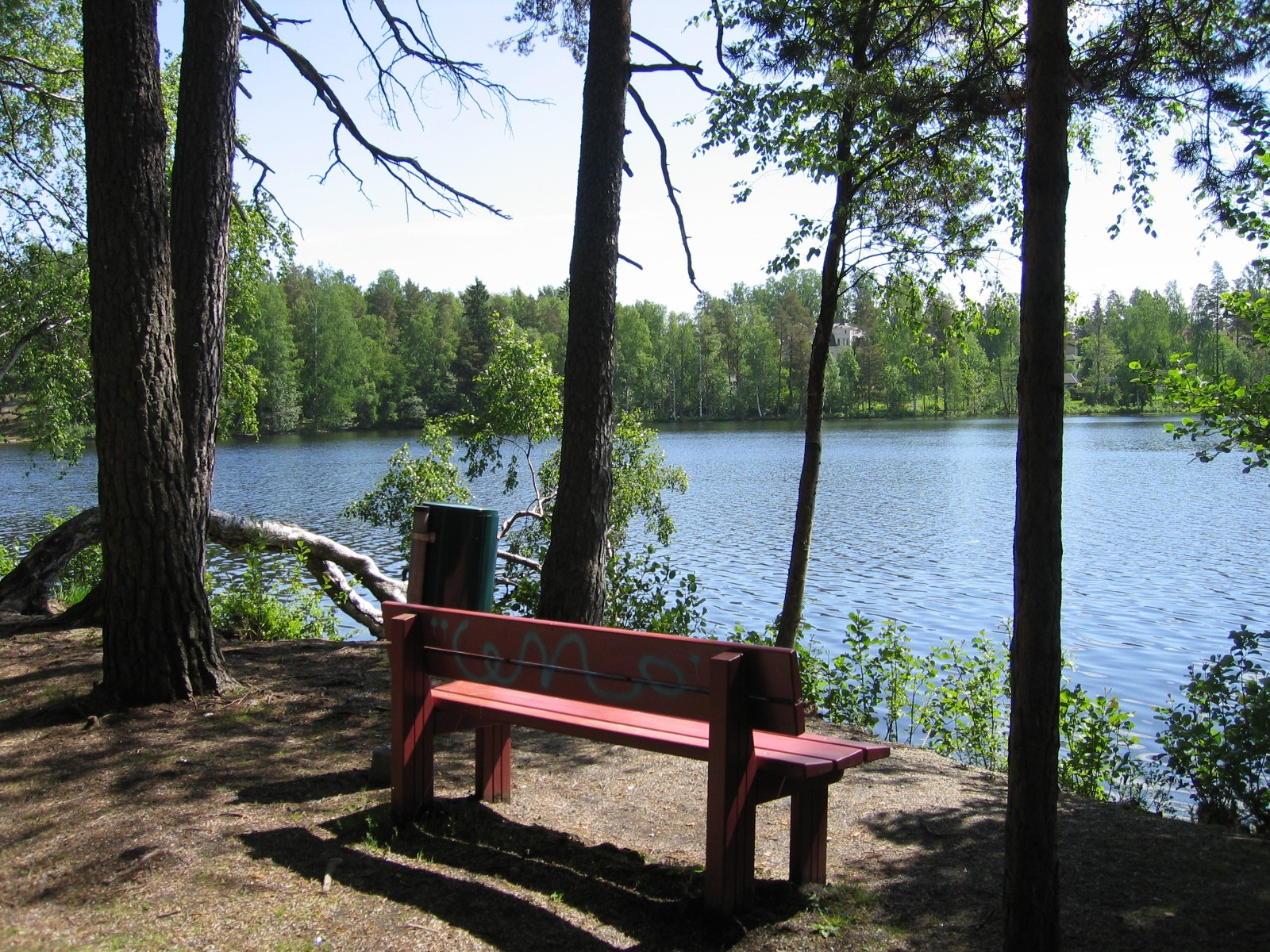
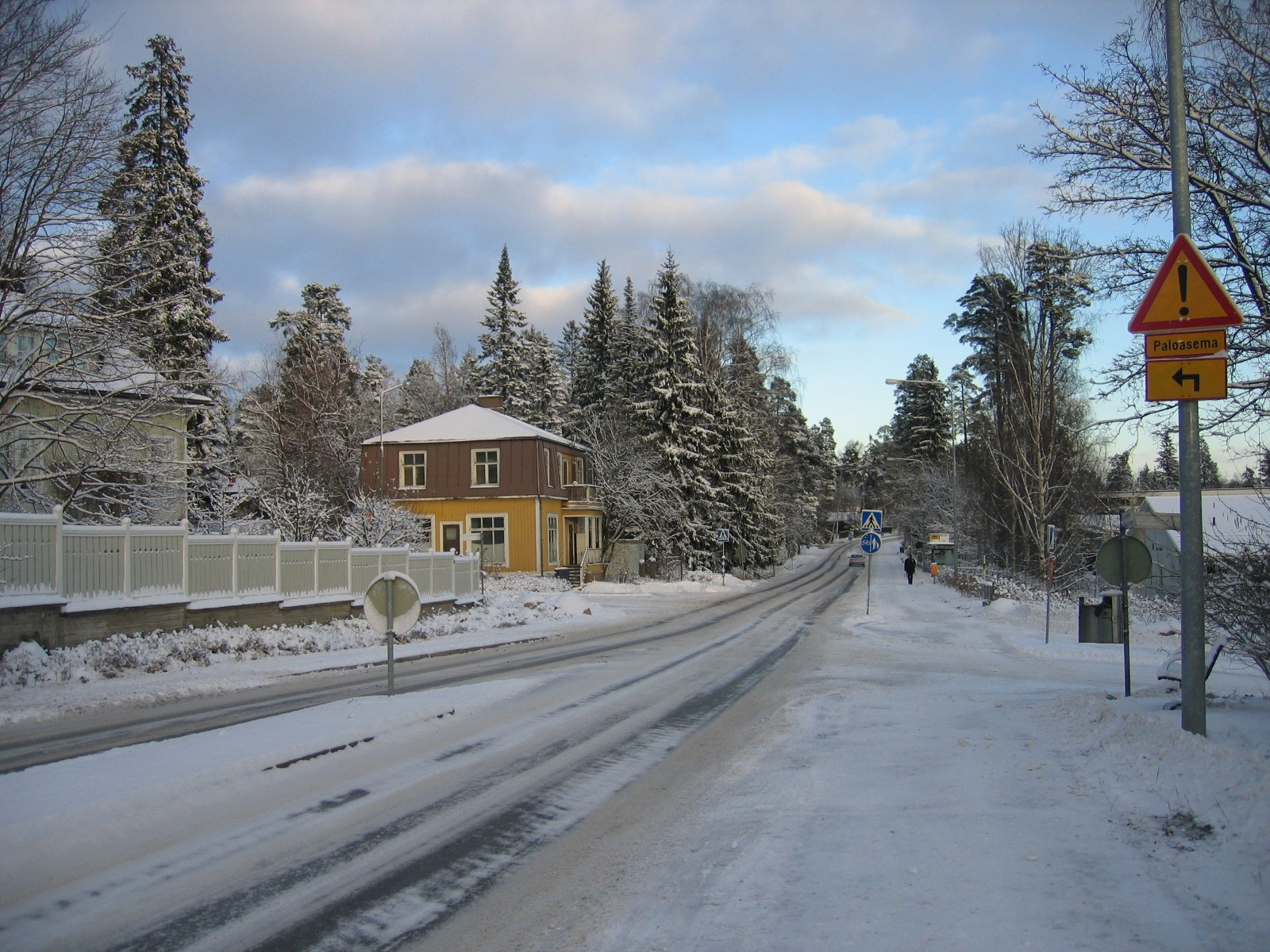
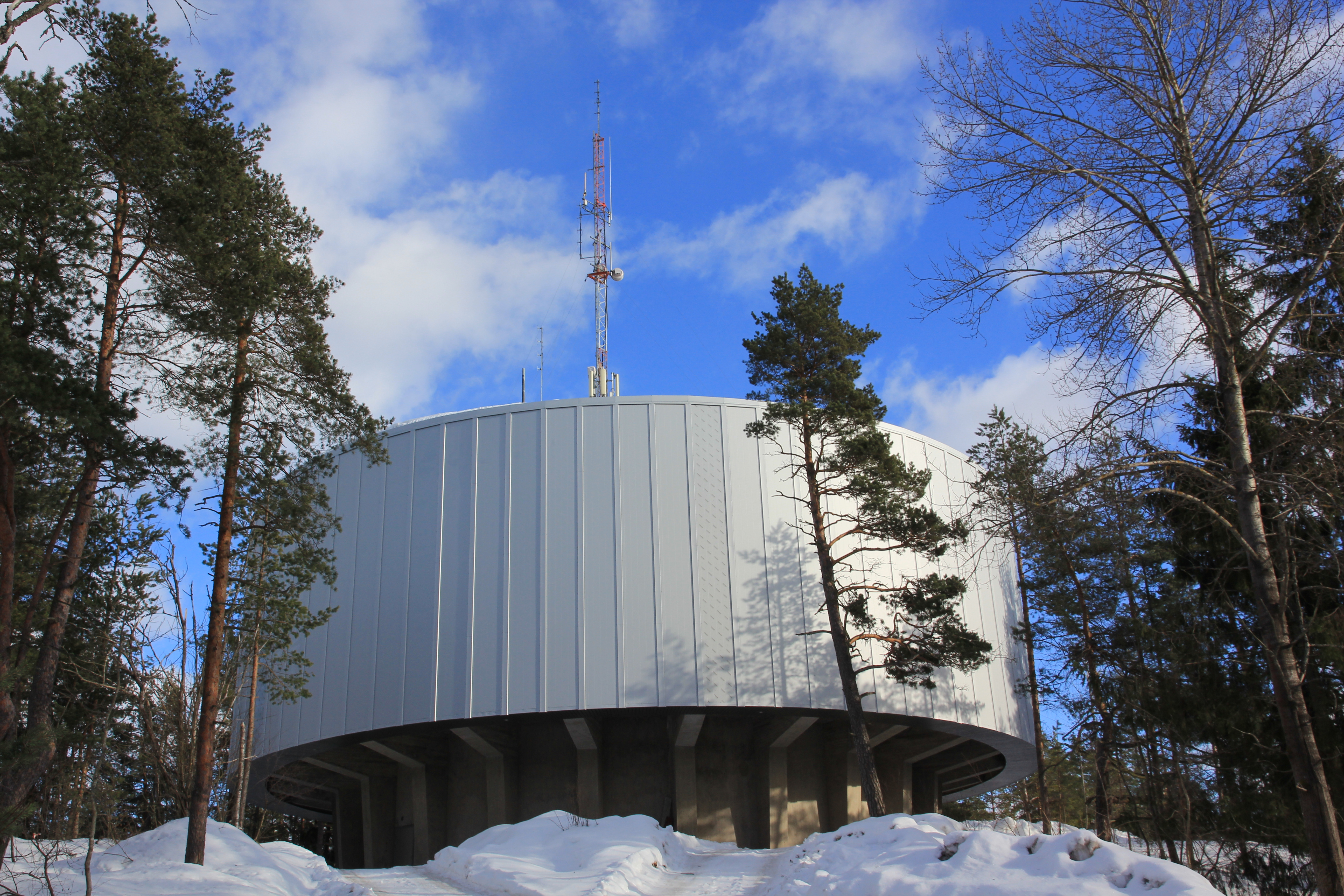

## Demografía
| Gráfica de evolución de Kauniainen entre 1980 y 2020 |
|                                                      |